# Xylotribus decorator
Xylotribus decorator är en skalbaggsart som först beskrevs av Fabricius 1801.  Xylotribus decorator ingår i släktet Xylotribus, och familjen långhorningar.
Artens utbredningsområde är Surinam. Inga underarter finns listade.